# Vernate (Italia)
Vernate  es una localidad y comune italiana de la provincia de Milán, región de Lombardía, con  habitantes.

## Evolución demográfica
- Datos: Q42988
- Multimedia: Vernate / Q42988

1. ↑  Worldpostalcodes.org, código postal n.º 20080.
2. ↑  «Codici Catastali». Comuni-italiani.it (en italiano). Consultado el 29 de abril de 2017.